# Кравцовы (Оренбургские)
Кравцовы — казачий и дворянский род Первого (Оренбургского) военного отдела Оренбургского казачьего войска. Помимо имения в селе Горбатовке Балахнинского уезда Нижегородской губернии вместе с Шивцовыми были крупнейшими землевладельцами в станице Воздвиженской.

## История
По родословному сказанию, Кравцовы являются потомками Самарского артиллериста Якова, сына Дунаха Мангармова пленненного в крепости Белой в 1614 г. После переселения в Оренбуржье родоначальник хорунжий Иван Кравцов — сын обер-офицера поселённого в крепость Оренбург, владелец имения в Нижегородской губернии, купленного им у дворян Суходольских в 1829 году в Нижегородской губернии Балахнинского уезда в селе Горбатовке за Государственными ассигнациями двадцать три тысячи рублей с записанными в оной после восьмой ревизии ревизии крестьянами мужского пола семьдесят одна душа с жёнами их вдовами девками и с рожденными от них после восьмой ревизии детьми обоего пола.

## Герб
В щите, имеющем голубое поле, изображены золотой крест стоящий на полумесяце рогами обращёнными вверх, по сторонам его две звезды. Щит увенчан обыкновенным дворянским шлемом с дворянской на нём короной и тремя страусовыми перьями на которых тоже звезда. Намёт на щите голубой, подложен серебром..

## Представители

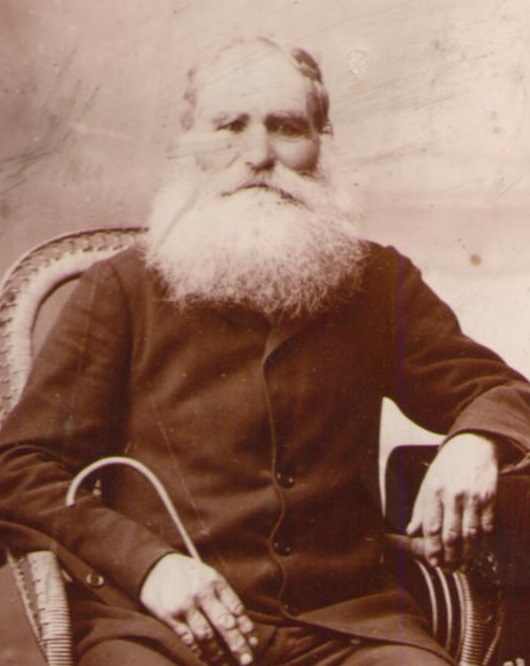
Иван Степанович Кравцов, атаман станицы Воздвиженская, внук хорунжиго Ивана Кравцова.

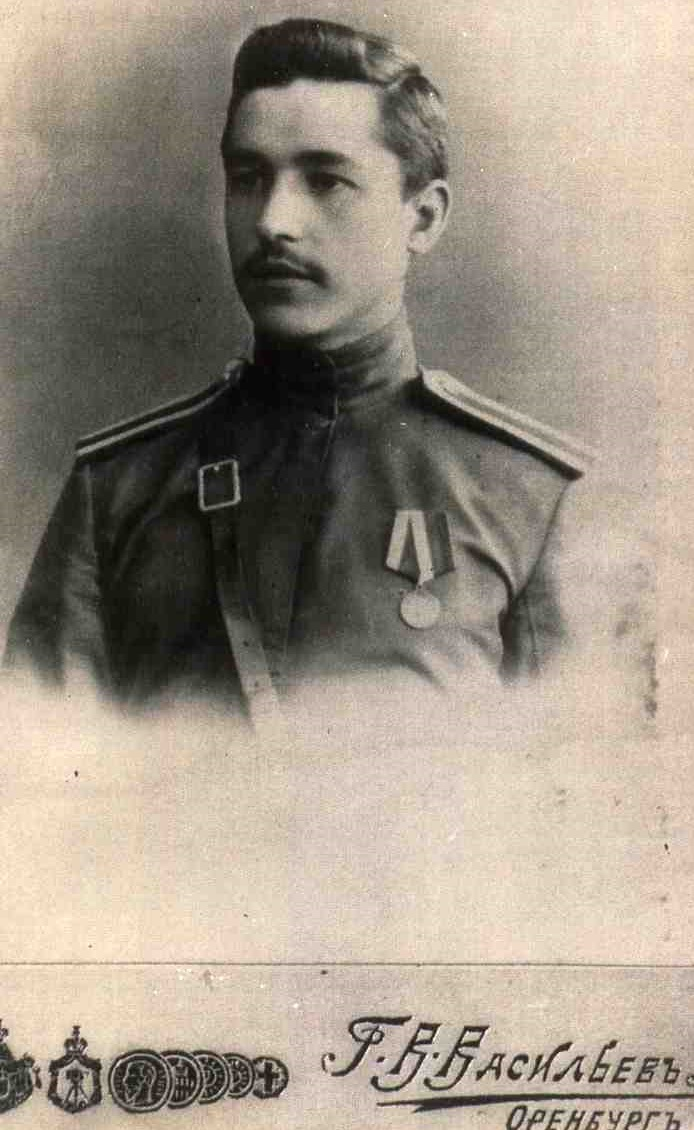
Александр Яковлевич юнкер 14-го Оренбургского казачьего полка. 1914 г.

- Кравцов, Александр Яковлевич, (род. 11 орктября 1893 г.) — из семьи казачьего офицера, есаул[2]., участник Первой мировой и Гражданской войны в России на территории Оренбургского казачьего войска[3]. Окончил Оренбургское Казачье Юнкерское Училище по 1 разряду, был произведён в хорунжие со старшинством с 12.07.1914 г. и направлен служить в 14-м Оренбургском казачьем полку в составе которого принял участие в Первой мировой войне. Подъесаул со старшинством с 19.08.1916. Есаул на 1919. Начальник группы (1918). Ранен 29 июля 1918 в бою под Орском. Помощник ст. адъютанта Войскового штаба Оренбургского Казачьего Войска и штаба ОВО (1919). Награждён золотым Георгиевским оружием «За храбрость». Орденом Св. Владимира IV-ой степени с мечами и бантами, орденом Св. Станислава II-ой степени с мечами, Орденом Св. Анны II-ой ст. с мечами, Орденом Св. Анны III-ой, Орденом Св. Анны IV-ой ст. с надписью «За храбрость», орденом Св. Станислава III-ой степени и Высочайшим благоволением[4].
- Иван И. Кравцов (род. 1889 г.) — ротмистр, участник Первой мировой войны. За время войны стал полным Георгиевским кавалером. В Гражданскую войну воевал в частях атамана Дутова, в Красногорском партизанском отряде есаула Разумника Степанова.
- Илья Н. Кравцов - профессор, доктор педагогических наук, выпускник Никольск-Уссурийского Института и Восточного института во Владивостоке. Внук Ивана Степановича, атамана станицы Воздвиженская.
- Кравцова, Александра Афанасьевна, родилась 25 декабря 1904 г. во время обороны крепости Порт-Артур, советская и вьетнамская певица (сопрано), деятель культуры, Герой Труда Социалистической Республики Вьетнам. Солистка Бакинской Оперы. Во время Великой Отечественной войны была на фронте в составе концертных бригад, за свой вклад награждена Oрденом Отечественной войны и медалями: Медаль «За победу над Германией в Великой Отечественной войне 1941—1945 гг.», Медалью XX лет Победы в ВОВ и Медалью XXX лет Победы в ВОВ. После войны вернулась на Дальний Восток. Уехала во Вьетнам. За свой вклад в национальное строительство и успехи в области общественной и культурной деятельности была награждена Орденом Хо Ши Мина (СРВ), Медалью Дружбы (Вьетнам) и Орденом Труда (Вьетнам).
- Добриян, Михаил Борисович, род. 1947 г., мать Кравцова, Мария Филипповна — более двадцати лет руководитель Тарусского подразделения ИКИ, а затем СКБ КП ИКИ РАН[5]. Предводитель местного дворянского собрания. Глава Тарусского района Калужской области[6] За участие в реализации целого ряда важнейших космических программ: ВЕГА — он заключался в исследовании кометы Галлея, Гранат — в СКБ велась разработка и изготовление аппаратуры для астрофизической обсерватории Гранат, Фобос и успешное ведение научно-исследовательских и опытно-конструкторских работ он награждён орденом Трудового Красного Знамени. Медалью «За доблестный труд» («За воинскую доблесть»), золотой памятной медалью имени С. П. Королева, имеет почетное звание Заслуженный создатель космической техники, почётный гражданин города Тарусы. 11 июля 2014 года в день 768-летия города Тарусы проезд Советский был переименован в улицу имени М. Б. Добрияна[6][7]. В его честь установлен памятник скульптора Елены Гаршиной, ученицы художника Н.Б. Никогосяна.[8].